# جولیان هاف
جولین هاف (به انگلیسی: Julianne Hough) (زاده ۲۰ ژوئیه ۱۹۸۸) رقصنده، بازیگر، خواننده آمریکایی است.
از فیلم‌های معروف او می‌توان به فیلم هری پاتر و سنگ جادو، رقص با ستارگان، دوران راک، برلسک، بابابزرگ کثیف، پناهگاه امن و منحنی اشاره کرد.
جولیان هاف در سال 2020 از همسر خود بروکس لیچ جدا شد 
او خواهر درک هاف، رقصنده حرفه‌ای آمریکایی، است.
همچنین او از سال ۲۰۱۹ داور امریکاز گات تلنت شد.

## فیلم شناسی

### فیلم
| سال  | عنوان               | نقش                     | یادداشت           |
| ---- | ------------------- | ----------------------- | ----------------- |
| ۲۰۰۱ | هری پاتر و سنگ جادو | شاگرد مدرسه هاگوارتز    | اضافی بدون اعتبار |
| ۲۰۱۰ | برلسک               | جورجیا                  |                   |
| ۲۰۱۱ | آزاد                | آریل مور                |                   |
| ۲۰۱۲ | دوران راک           | شری کریستین             |                   |
| ۲۰۱۳ | پناهگاه امن         | کیتی فلدمن / ارین تیرنی |                   |
| ۲۰۱۳ | پردیس               | لامب مانرنلم            |                   |
| ۲۰۱۵ | منحنی               | مالوری راتلدج           |                   |
| ۲۰۱۶ | بابابزرگ کثیف       | مریدیت گلدشتاین         |                   |
| ۲۰۱۸ | موتورهای بخار اوز   | لوکاستا                 | نقش صدا           |
| ۲۰۱۸ | بزرگتر              | بتی وایدر               |                   |